# Klaus Vrieslander (Maler)
Klaus Vrieslander (* 10. Januar 1909; † 2. Juni 1944 in Athen) war ein deutscher Maler.

## Leben
Klaus Vrieslander studierte von 1928 bis 1929 an der Staatlichen Kunstgewerbeschule in Stuttgart (heute Staatliche Akademie der Bildenden Künste Stuttgart) und war Schüler von F. H. Ernst Schneidler. Er traf in Athen im Jahr 1933 mit HAP Grieshaber zusammen. Gemeinsam ließen sie 1936 durch den Xylographen Erwin Sautter (1894–1968) das Bändchen Ägyptische Reise herausgeben, das ihren Pseudonymen „Gries“ und „Vries“ signiert war. 1936 bis 1937 entwarfen sie gemeinsam das Holzschnittbuch The Swabian Alb. Während der deutschen Besetzung Griechenlands war er der erste Zeichenlehrer des späteren griechischen Landschaftsmalers Panagiotis Tetsis (1925–2016). Er starb in dem Athener Stadtteil Pankrati, als er dort gerade seine Wäsche abgeholt hatte und aus einem der Häuser auf ihn geschossen wurde.